# インディアン・クリーク島
インディアンクリークは、アメリカ合衆国フロリダ州マイアミデイド郡の自治体。 インディアンクリークカントリークラブを囲むように41の住宅が立地するゲーティッドコミュニティ。 2010年の国勢調査では、人口は86人。 2000年の時点で、インディアンクリーク島はフロリダ州内で高所得者居住区域として55番目。

## 地理
インディアンクリーク島は北緯25度52分45秒 西経80度7分52秒 / 北緯25.87917度 西経80.13111度 に位置する（25.879156、-80.131130）。
アメリカ合衆国国勢調査局のデータによれば、島の総面積は0.4平方マイル (1.0 km2) 。0.04平方マイル (0.10 km2)は水面。

## 人口統計
| インディアンクリーク人口統計                         | インディアンクリーク人口統計 | インディアンクリーク人口統計 | インディアンクリーク人口統計 |
| 2010年国勢調査                                       | インディアンクリーク         | マイアミデイド郡             | フロリダ                     |
| ---------------------------------------------------- | ---------------------------- | ---------------------------- | ---------------------------- |
| 総人口                                               | 86                           | 2,496,435                    | 18,801,310                   |
| 人口、変化率、2000年から2010年                       | + 160.6％                    | + 10.8％                     | + 17.6％                     |
| 人口密度                                             | 200.6 / sq mi                | 1,315.5 / sq mi              | 350.6 / sq mi                |
| 白人または白人（白人ヒスパニックを含む）             | 98.8％                       | 73.8％                       | 75.0％                       |
| （非ヒスパニック系白人または白人）                   | 70.9％                       | 15.4％                       | 57.8％                       |
| 黒人またはアフリカ系アメリカ人                       | 0％                          | 18.9％                       | 16.0％                       |
| ヒスパニックまたはラテンアメリカ人（あらゆる人種の） | 27.9％                       | 65.0％                       | 22.5％                       |
| アジア人                                             | 1.2％                        | 1.5％                        | 2.4％                        |
| ネイティブアメリカンまたはネイティブアラスカ         | 0.0％                        | 0.2％                        | 0.4％                        |
| 太平洋諸島系またはハワイ先住民                       | 0.0％                        | 0.0％                        | 0.1％                        |
| 2つ以上のレース（多民族）                            | 0.0％                        | 2.4％                        | 2.5％                        |
| 他の人種                                             | 0.0％                        | 3.2％                        | 3.6％                        |

2010年時点では、33世帯が所有しているが、うち21.2％が空き家である。2000年には、14.3％が18歳未満の子供との同居世帯、50.0％が夫婦で同居し、28.6％が未亡人の女性世帯主。全世帯の14.3％は独居であり、65歳以上の独居者はいない。1世帯あたりの平均世帯構成者数は2.36人。
2000年時点の人口分布は18歳未満は18.2％、18歳から24歳は3.0％、25歳から44歳が30.3％、45歳から64歳で30.3％、65歳以上は18.2%。年齢の中央値は44歳。
2000年時点の住民の世帯収入の中央値は61,250ドルで、家族の収入の中央値は61,250ドル。男性の収入の中央値は46,875ドル、女性は24,375ドル。島民の一人当たりの収入は平均137,382ドル。家族の21.4％と人口の29.4％が貧困線以下で生活していた。
2013年の時点で、人口の40.0％のは英語を母国語としていたが、全島者の32.7％は他のインド・ヨーロッパ語族を話す。またスペイン語を話す人は27.3％。合計60.0％が第一言語として英語以外を使用する。

## 写真
- フォーブス誌に掲載されたインディアンクリークビレッジの写真。

## 住民
現在の居住者は次のとおり。
- ヴィクトリアズシークレットモデルのアドリアナリマ
- スペインの歌手フリオイグレシアスと彼の息子エンリケイグレシアス
- Hotels.comの共同創設者RobertDiener
- ヘッジファンドの億万長者とシアーズのCEO、エドワード・ランパート
- チャールズバートレットジョンソン
- 億万長者ジェフリーソファー
- 億万長者の投資家カール・アイカーン
- 元フィラデルフィア・イーグルスの所有者で億万長者のアートコレクターであるノーマン・ブラマン[7]

過去と現在の両方の他の有名な居住者は次のとおり。
- ビヨンセとジェイ・Z
- プロゴルファーレイモンドフロイド
- リック・ピティーノ監督
- 米国上院議員ジョージ・スマーザーズ
- シェイクモハメッドアルファッシ
- テレビ司会者ドン・フランシスコ
- カルバン・クラインの共同創設者、バリー・シュワルツの石炭および石油エグゼクティブ
- ラジオ界の大物ラウル・アラルコン
- 石炭と石油の幹部、相続人、慈善家のスージー・リンデン
- ガードナーコウルズジュニア
- アーサー・I・アップルトン、アップルトン・エレクトリック・カンパニーの社長、アップルトン美術館とブライドルウッド・ファームの創設者、そして彼の妻マーサ・オドリスコルは元ハリウッド女優
- 長年のマイアミドルフィンズのヘッドコーチ、ドンシュラ[8]